# 574. grenadirski polk (Wehrmacht)
574. grenadirski polk (izvirno nemško 574. Grenadier-Regiment; kratica 574. GR) je bil pehotni polk Heera v času druge svetovne vojne.

## Zgodovina
Polk je bil ustanovljen 15. oktobra 1942 s preimenovanjem 574. pehotnega polka; dodeljen je bil 304. pehotni diviziji. Razpuščen je bil 20. februarja 1943.
Ponovno je bil ustanovljen 4. maja 1943 in bil ponovno uničen januarja 1945. Tretjič je bil ustanovljen aprila 1945.